# Fantastyka socjologiczna
Fantastyka socjologiczna (rzadziej: fantastyka społeczna, z ang. social fiction lub social science fiction) – nurt gatunku fantastyki naukowej, który koncentruje się na zagadnieniach socjologicznych: mechanizmach, jakim podlegają hipotetyczne społeczeństwa, zagadnieniach społecznych, które mogą pojawić się w „przyszłości na skutek wprowadzania daleko idących udogodnień życiowych, bądź socjologicznych mechanizmów pozwalających na skuteczne sterowanie społeczeństwem”. Do gatunku fantastyki socjologicznej można zaliczyć antyutopię i dystopię, często wiąże się z fantastyką polityczną lub obyczajową. Tematem utworów tego gatunku często są futurystyczne systemy totalitarne.

## Charakterystyka
W fantastyce socjologicznej najważniejszą rolę zawsze gra funkcjonowanie społeczeństwa w obrębie świata przedstawionego, a przede wszystkim jego struktura. Zazwyczaj porusza tematykę związaną z systemem totalitarnym. Zwykle najważniejszy w strukturze jest interes grupy rządzącej, lub czasem automatów kontrolujących życie społeczne. Systemem rządzi zwykle nieznana powszechnie elita, niedostępna dla przeciętnego człowieka przez system bardzo mocno rozbudowanej biurokracji. Społeczeństwo żyje więc w świecie zmanipulowanym, ale zwykle nie zdając sobie sprawę z manipulacji.

## Historia
Opisy fikcyjnych społeczeństw można znaleźć w najstarszych utworach uznawanych za fantastycznonaukowe, np. Utopii Thomasa More’a, Mieście Słońca Tommaso Campanelli,
Podróżach Guliwera Jonathana Swifta. W klasycznym okresie rozwoju nowoczesnej s-f na uwagę zasługują utwory H. G. Wellsa (Wehikuł czasu, Kiedy śpiący budzi się, czy Ludzie jak bogowie) oraz Aldousa Huxleya (Nowy wspaniały świat, Wyspa). Gatunek był szczególnie popularny w czasach zimnej wojny, do klasyki literatury przeszły utwory George’a Orwella Rok 1984 i Folwark zwierzęcy. Specyficzną odmianę fantastyki socjologicznej reprezentowała Ursula K. Le Guin, w której utworach (Lewa ręka ciemności, Wydziedziczeni, Cztery drogi ku przebaczeniu) różnicę w stosunku do znanych nam społeczeństw stanowią odmienne relacje między płciami (np. związki małżeńskie złożone z czterech osób albo społeczeństwo złożone z osobników androgynicznych, spontanicznie zmieniających płeć), czy panujący ustrój społeczny (dominująca anarchia, ogólnoplanetarne niewolnictwo).

## Fantastyka socjologiczna w Polsce
Fantastyka socjologiczna w Polsce pojawiła się w polskiej literaturze w drugiej połowie lat 70. i była obecna do końca lat 80. (choć spotyka się stwierdzenia, że właściwie ruch wygasł już w połowie lat 80.). Krytycy określają nurt „fenomenem literacko-społecznym”.
Antoni Smuszkiewicz uważa, że w odniesieniu do polskich utworów bardziej odpowiednie byłoby określenie fantastyka polityczna, podobnie wypowiada się Robert Klementowski. Klementowski ocenia, że „nurt (...) stał się oryginalnym i jednym z najbardziej wyrazistych zjawisk polskiej literatury powojennej, oddziałującym na kolejne pokolenia polskich autorów”, a w przemianach zapoczątkowanych wtedy  tkwią „źródła dzisiejszej fantastyki, rozumianej jako zjawisko nie tylko literackie, ale i społeczne”.

## Twórcy
Przykłady fantastyki socjologicznej to m.in. utwory George’a Orwella, Isaaca Asimova, Raya Bradbury’ego, czy Roberta Heinleina, zaś w Polsce Janusza A. Zajdla, Edmunda Wnuka-Lipińskiego, Marka Oramusa, Wiktora Żwikiewicza, Czesława Białczyńskiego czy Macieja Parowskiego.